# Haplophyllum megalanthum
Haplophyllum megalanthum är en vinruteväxtart som beskrevs av Joseph Friedrich Nicolaus Bornmüller. Haplophyllum megalanthum ingår i släktet Haplophyllum och familjen vinruteväxter. Inga underarter finns listade i Catalogue of Life.